# 열대
열대(熱帶)는 적도 인근 지역으로, 남회귀선과 북회귀선 사이에 해당된다.
열대 지방은 태양의 빛을 가장 많이 받는 지역으로, 이는 태양이 천정에 절대로 도달하지 못하는 온대 지방과는 구분되는 특징이며 열대 기단에 의해 우기와 건기가 나타난다. 열이 지나쳐 식생이 자라지 못해 사막이 생성되기도 하며, 열대 우림이 자라나 독특한 생태계를 이루기도 한다. 열대 지방의 대부분은 연평균 기온이 20도가 넘는다

열대 지역이 빨갛게 강조된 세계 지도

## 열대와 온대
| 기후   | 열대 | 온대                                                                          |
| 온도   | 평균온도가 덥거나 따뜻하다 | 지구자전각도에 의해 약30도가량 연간 온도차가 발생한다.                        |
| 습도   | 연중으로 일정하게 높다 | 가을철과 겨울철을 통해 건조해졌다가 봄과 여름에 습도가 상승                   |
| 강우량 | 연간 온도와 일조량이 높아 강우량이 많다.                                                                                         | 사계절이 형성되어 우기와 건조기가 정기적으로 번갈아가며 순환한다.             |
| 토양   | 연중 식물의 활발한 재이용(plant recycle)으로 토양 내 낙엽등에 의한 유기물함량이 온대에 비해 상대적으로 낮다.(낙엽등 분해량 대비) | 겨울철을 전후한 저온현상으로 유기물의 함량이 높다. (낙엽등 분해량 대비 약50%) |

## 같이 보기
- 열대야
- 열대 기후
- 온대
- 아열대